# Ivan Kvesić
Ivan Kvesić (Široki Brijeg, 13. listopada 1996.) hrvatski je karataš. Hrvatski je predstavnik na Olimpijskim igrama 2020. Član je zagrebačkog KK Hercegovina. 
Godine 2018. Sportski savez Grada Zagreba odabrao ga je za najboljeg sportaša Zagreba 2018., a godinu dana poslije Kvesiću je dodijeljeno i odlikovanje Reda Danice hrvatske s likom Franje Bučara.
Brat Anđelo Kvesić također je karataš i osvajač seniorske medalje na svjetskom karate prevenstvu. Mlađi brat Viktor i sestra Anica, također karatisti u mlađim dobnim skupinama, imali su uspjeha na regionalnoj razini.

## Postignuća
| Godina | Natjecanje         | Mjesto                  | Rang | Kategorija |
| ------ | ------------------ | ----------------------- | ---- | ---------- |
| 2017.  | Europsko prvenstvo | İzmit, Turska           | 3.   | Ekipno     |
| 2018.  | Europsko prvenstvo | Novi Sad, Srbija        | 2.   | Do 84 kg   |
| 2018.  | Svjetsko prvenstvo | Madrid, Španjolska      | 1.   | Do 84 kg   |
| 2019.  | Europsko prvenstvo | Guadalajara, Španjolska | 3.   | Do 84 kg   |
| 2019.  | Europsko prvenstvo | Guadalajara, Španjolska | 3.   | Ekipno     |
| 2019.  | Europske igre      | Minsk, Bjelorusija      | 1.   | Do 84 kg   |
| 2021.  | Europsko prvenstvo | Poreč, Hrvatska         | 1.   | Ekipno     |

## Vanjske poveznice
- Profil  Arhivirana inačica izvorne stranice od 28. srpnja 2021. (Wayback Machine), Olimpijske igre 2020.